# Panagīs Tsaldarīs
Panagīs Tsaldarīs (in greco: Παναγής Τσαλδάρης; Kamari, 5 marzo 1868 – Atene, 17 maggio 1936) è stato un politico greco, leader del partito conservatore e primo ministro dal 3 novembre 1932 al 16 gennaio 1933 e dal 10 marzo 1933 al 10 ottobre 1935.

## Biografia
Dopo aver studiato giurisprudenza all'università di Atene, proseguì i propri studi a Berlino e Parigi, iniziando - dopo il suo ritorno in Grecia - la carriera di avvocato.
Tsaldarīs venne eletto per la prima volta in Parlamento nel 1910 e mantenne la carica di deputato fino alla morte nel 1936. Nel 1915 si schierò con il re Costantino I durante lo scontro tra questi ed Eleutherios Venizelos e divenne ministro della Giustizia nel governo di Dīmītrios Gounarīs. In seguito al ritorno al potere di Venizelos nel 1917, il re andò in esilio e Tsaldarīs venne arrestato.
Nel 1919 sposò Lina, figlia del docente universitario (e futuro primo ministro) Spyridon Lambros, con cui rimase tutta la vita.
Alle elezioni legislative del 1920 il partito conservatore ottenne un'insaspettata vittoria e Tsaldarīs entrò negli esecutivi di Dīmītrios Rallīs e Nikolaos Kalogeropoulos prima come ministro degli Interni e poi come ministro dei Trasporti, carica che ricoprì anche durante il gabinetto di Dīmītrios Gounarīs.
Nel 1922, dopo la condanna a morte di Gounaris, Tsaldarīs venne eletto leader del partito conservatore. Nella campagna per il plebiscito per la restaurazione della monarchia del 1924 sostenne il ritorno di Giorgio II.
Durante la dittatura di Theodoros Pangalos, Tsaldarīs si rifiutò di collaborare con il regime del generale e alle elezioni del 1926 partecipò al governo di unità nazionale di Alexandros Zaimīs con la carica di ministro dell'Economia, dell'Educazione e degli Interni; nel 1927 fu costretto alle dimissioni a causa di contrasti interni all'esecutivo.
A partire dal ritorno al potere dei liberali e di Venizelos nel 1928, Tsaldarīs tornò all'opposizione fino al 1932 quando rifiutò l'offerta di Venizelos di guidare un governo di unità nazionale.
Panagīs Tsaldarīs fornò il suo primo, breve, esecutivo nel 1932 assieme a Georgios Kondylis e Ioannis Metaxas ma venne presto rovesciato. Il 10 marzo 1933 tornò alla guida del Paese ma ben presto fu costretto a dimettersi a causa del successo del movimento militare di Nikolaos Plastiras che portò alla formazione di un governo ad interim capeggiato dal generale Alexandros Othonaios.
I contrasti tra i sostenitori della monarchia ed i repubblicani crebbero al punto che Venizelos sfuggì per poco ad un tentativo di assassinio ordito anche da alcuni membri del partito conservatore.
Uno dei principali successi di Tsaldarīs fu la firma del Patto balcanico del 1934 con Turchia, Romania e Jugoslavia nonché un accordo separato con la Turchia che sistemava definitivamente la questione dei confini tra i due Paesi vicini.
Nel 1935 i partiti dell'opposizione decisero di boicottare le elezioni per protestare contro la legge elettorale voluta da Tsaldarīs e la condanna a morte di due ufficiali legati ai liberali: Anastasios Papoulas e Miltiadis Koimisis. I conservatori ottennero dunque una larga maggioranza e Tsaldarīs formò un nuovo governo.
In questo periodo continuavano a farsi sempre più insistenti le richieste (provenienti soprattutto dall'Unione dei realisti: alleanza formata da Ioannis Metaxas, Iōannīs Rallīs e Georgios Stratos) per il ritorno del re Giorgio II. Tsaldarīs era favorevole e decise di indire un plebiscito provocando aspre reazioni da parte dei capi dell'esercito e dell'ex ministro della Guerra Georgios Kondylis.
Il 10 ottobre 1935, i capi delle forze armate (tra cui Alexandros Papagos) chiesero le dimissioni di Tsaldarīs e Kondylis si auto-proclamò reggente abolendo la repubblica e indicendo per l'11 novembre un referendum per la restaurazione monarchica.
Fu membro della Massoneria.